# Silniční obchvat

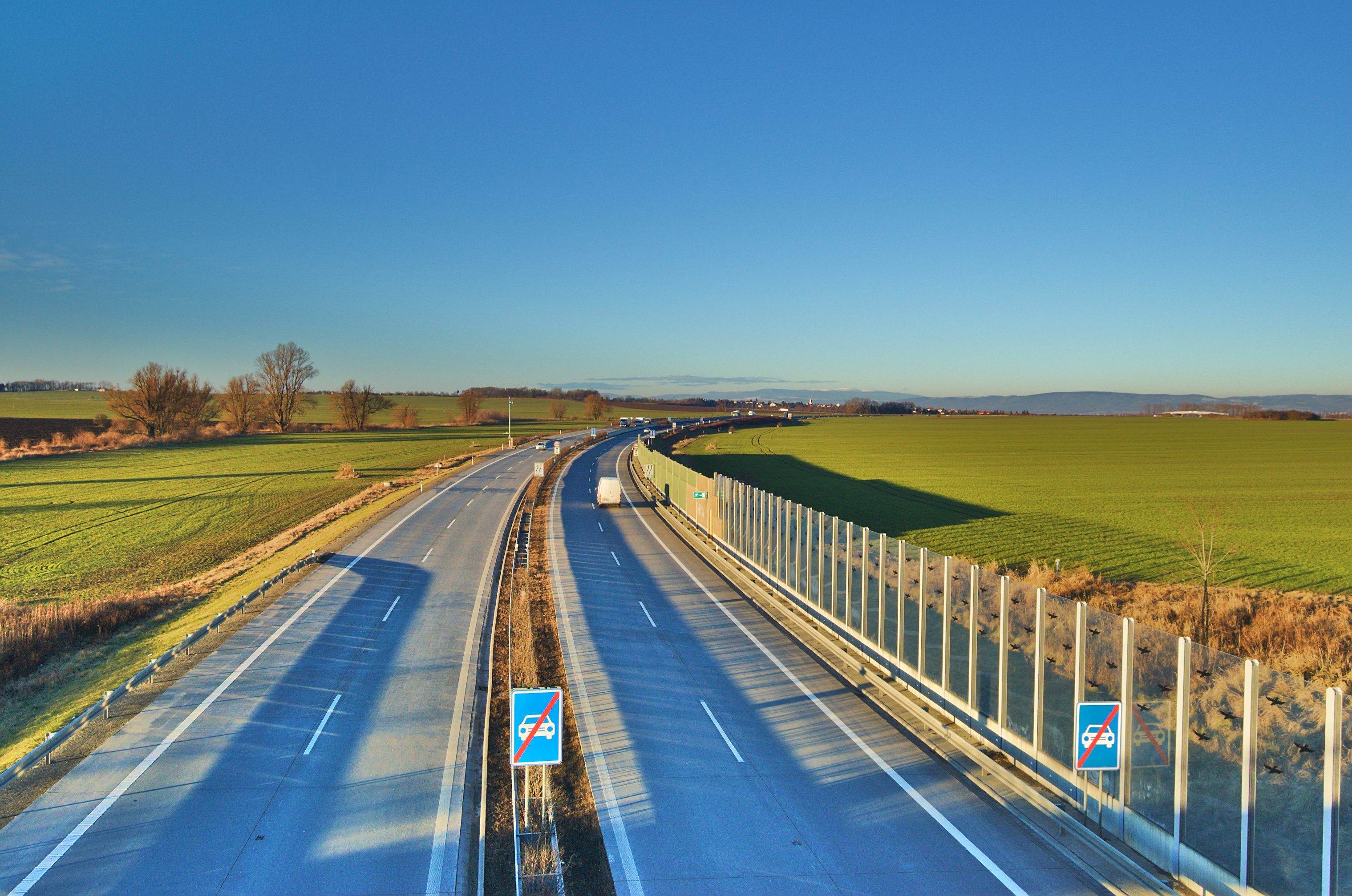
Dálnice D35 je vedena jako součást obchvatu Olomouce

Silniční obchvat je pozemní komunikace odvádějící automobilovou dopravu mimo hustě obydlené části měst.

## Okolnosti
Buduje se většinou při nedostatečné kapacitě silničního průtahu. S narůstající intenzitou automobilové dopravy již není možné směřovat veškerý provoz přes historická centra (nebo vůbec intravilán) měst. Vybudování obchvatu města snižuje intenzitu automobilové dopravy, množství emisí, hluku a nebezpečí dopravních nehod. Obchvaty se staví kolem nebo skrz okrajové části města s ohledem na rozvojové plochy. 
Obchvaty jsou zpravidla budovány jako silnice I. nebo II. třídy, případně rychlostní komunikace, výjimečně vznikají i pro silnici III. třídy (např. obchvat Hrušovan u Brna). Z podstaty jsou obchvaty tvořeny i dálnicemi; okolo velkých měst jsou pak tyto úseky často osvobozeny od poplatku, aby byly využívány co největším množstvím řidičů.

## Kritika
Města jsou mnohdy kritizována za to, že i přes vybudování obchvatu nedojde v centru k výraznému zlepšení podmínek pro pěší a cyklisty ani ke zklidnění automobilové dopravy, a dopravní problémy tak ve městech zůstanou. Automobilová doprava se navíc kvůli dopravní indukci (silnice je uvolněna pro další, dosud nerealizovanou dopravu) často postupně vrací do původní intenzity. Současně se zprovozněním obchvatu by tak města měla provést i opatření na původních průtazích, jako omezení vjezdu, zrušení nadbytečných jízdních pruhů a jejich přeměnu na chodníky či zeleň, apod. 
Mnozí podnikatelé pak kritizují budování obchvatů pro následné ekonomické „umrtvení“ obcí a ztrátu odbytu pro pohostinské a jiné služby. Z environmentálního hlediska je zase předmětem kritiky, že obchvaty představují novou a velkou disturbanci a bariéru v krajině, často v přírodně a rekreačně cenných lokalitách. Často se stavbou obchvatu nesouhlasí ani mnozí obyvatelé dotyčných sídel, zejména ti, kteří bydlí v blízkosti plánované trasy (tzv. NIMBY efekt). 